# ガイユの書
『ガイユの書』（ガイユのしょ）は、コバルト文庫から刊行されている響野夏菜のライトノベル作品。イラストは凱王安也子。全4巻。

## 概要
第1巻あとがきによると、『東京S黄尾探偵団』終了後初となるファンタジー作品（1998年9月刊行作品以来）。

## あらすじ
＜神の天秤＞と呼ばれる世界。四方を＜眼＞に支えられ、世界の中心にある大セラーラ山の上空で天（セラ）に吊り上げられているというこの世界では、魔術は忌むべきものとされ、特に死者を蘇らせ＜灰かぶり（ドルー）＞とした魔術師は発覚し次第拷問にかけられた後、火刑に処されている。
その北方東部にある小国・ケルマーの旅宿＜白羊亭＞で暮らす少女・ポーシアは、北方北部出身者に特有の白い肌と淡い金髪、煙るような紫の瞳が特徴で、宿の夫婦に引き取られる1年前からの記憶しか持っていなかった。彼女は死者を蘇らせる“薔薇の灰”の秘法によって生み出された＜灰かぶり（ドルー）＞だったためである。それを知るのは現在の養父母たる宿の夫婦のみ。
ある日、彼女によく似た少女・ナーシアを探しているという青年・マイと出会ったポーシアは、自分はナーシアではないと誤解を解いた上で彼女が見つかるようお守りを渡して街から送り出した。その後、彼女によく似た魔術師を＜魔術主（マスター）＞とし、憎んでいる＜灰かぶり（ドルー）＞のハルフェルー（ルー）によってその秘密が暴かれてしまい、街から逃げ出さざるを得なくなったポーシアは、放浪の果てに魔術主（マスター）が追い求めた物と、自らの正体を知る。

## 登場人物
ポーシア（ポー）
主人公。淡い金髪に、けぶるような紫の瞳をした少女。外見年齢は14歳くらい。「ポーシア」は「ちいさな星」の意味。死から蘇った灰かぶり（ドルー）。魔術主（マスター）であるルギ・ガイユが死した際に何故か死なず、当初暮らしていた北方南部（ザイス・ワナーン）の国・セヴェキーァを出る。
肌の白さから北方北部（ザザース）の出身と思われるが魔術主（マスター）の元で目覚めるより以前の記憶がなく、魔術主（マスター）の死後、北方東部（ザイス・ラテリス）の小国・ケルマーのとある街に立つ旅宿＜白羊亭＞の主人に引き取られて暮らしていたが、半年経った頃にルーのせいで正体を暴かれ、すべてを失う。以降自身のルーツを求めて、ルーと北方を放浪する。
ルーがアーシアを葬る形で死を迎え、自らのルーツであり全ての魔術主（マスター）のルーツである、アル・ザラーの遺体と対面した後はユサーザと共に西へ行き、人々に医術を施す「癒しの魔女」として名を馳せる。また、アル・ザラーが遺した「魔術主（マスター）のくびきから灰かぶりを解放する方法」をユサーザに施され、止まっていた身体の時を動かすことに成功。マイが息を引き取る頃には20代半ばまで成長している。
ハルフェルー（ルー）
金と濃紫の瞳を持ち、頬に色の違う皮膚を縫い合わせた痕を持つ青年。ポーシアと同じく灰かぶり（ドルー）で、自分を灰かぶり（ドルー）にした癖に2ヵ月後には地下に閉じ込めて去っていった魔術主（マスター）・アーシアを追っている。元は剣闘奴隷で、アーシアに縫い付けられた色の違う肌は当時の仲間・ゼージルのもの。
当初はアーシアとポーシアを間違い、ポーシアを刺した。だが自分と同様に灰かぶり（ドルー）だと分かると、その罪悪感からかポーシアを連れ去り、共に行く。怪物（ドルー）と呼ばれる外見の自身とは異なり人間そのものの優しさや強さを持つポーシアに次第に感化され、ザイェンの首都・ザイクルーヴを目指す途中でアーシアに出会うもポーシアを守る道を選び、最後はポーシアのためにアーシアを刺し、灰となる。
マイ・エフトール・オールン
行方知れずとなった従妹で婚約者のナーシアを探し出すため、学生としてセヴェキーァから旅を続けている青年。ナーシアの3歳年上。実は北方（ザイス）最北の聖地・ザイェンの王太子だが、ナーシアが行方不明となってから国へ戻らず、結果2年近く旅をする。3歳下と7歳下に弟、10歳下に妹がいることもあり、子供の扱いは慣れている。
当初はナーシアとポーシアを間違えたが、別人だと認識する。しかし、ポーシアが灰かぶり（ドルー）だと分かってからは、ナーシアとポーシアが同一人物ではないかと懸念しており、ナーシアを探す旅からポーシアを追う旅へと変わった。結果としてその懸念は当たってしまったが、ポーシアのことは常に気にかけている。
アル・ザラーの死により両親と上の弟を失い、20歳にも満たない若さでザイェン国王となるが、その立場上ポーシアと大っぴらに顔を合わせられなくなってしまう。その後、雪嵐をはじめとする事態が終息してから70年もの間、王としてザイェンを守るが、生涯独身を通して世継ぎとなる子供を持たなかった。しかし雪嵐の時に生き残った弟・マーツは亡くなったため、彼の息子が跡を継ぐ。
ユサーザ・クローツェン
飴色の髪をした、マイと共に旅をする自称・修道士。北方（ザイス）、恐らく北方東部（ザイス・ラテリス）の出身。修道院育ちで、薬草学を修める直前に修道院から放校された。旅を始めたマイと出会い、同行している流れ者。
一見へらへらとした男だが、本心を決して見せず、つかみ所のない男。実は魔術主（マスター）で、愛した女性を蘇らせるが、腕が未熟だったため腐っていったという。修道院を放校された時点で薬草学以外に多少医術の心得があったことが、彼が5年という短期間で魔術主（マスター）になれた理由。ポーシアの正体、ナーシア、アーシアとの繋がりなどもやや勘付いていた。
雪嵐が収まった後はポーシアと共に西へ去っていった。その後ポーシアに魔術主（マスター）のくびきから解放するための魔術を断続的に施し続け、彼は「西の賢者」と呼ばれたが、マイが息を引き取る20年前に亡くなる。
アーシア（アーディル）
ポーシアに生き写しの魔術師。セロと呼ぶ二刀流の使い手である小男と黒猫を連れている。ルーの魔術主（マスター）であり、フアル公の魔術主（マスター）。「不死にしてあげる」と煽って人をわざと醜い灰かぶり（ドルー）にし、それを彼らの望みだと言う。
プロテルシアに生まれたナーシアの『鏡』で、母親の実家・オールン家のしきたりにより赤子の頃に殺されるはずが、捨てられるに留まったため生き延びており、ガイユ兄弟に拾われ、自然と魔術を習得したらしい。ルギの教えにより、＜空族（ラー）＞の印を宙に描く古の魔術が使える。
ナーシア（ナーディル・オールン・デンマーレ）
姿を消したマイの従妹で婚約者。ザイェンの近隣国・プロテルシアの王女で、実はポーシアの人間だった頃の姿。2歳の時にマイとの縁談がまとまり、「慣れるなら早いうちから」と10歳頃にザイェンへ移ってきた。2年近く前（14歳の時）、セヴェキーァ滞在中に熱病に侵されて倒れ、マイが眼を離した隙に行方知れずとなった。
ルギ・ガイユ（ルギオーン・ガイユ）
ポーシアの魔術主（マスター）で、最もアル・ザラーに近いとされる高弟。アル・ザラーの神殿での教え子の1人で非常に可愛がられており、彼が旅立つ際も弟と共についていった。物語開始の半年ほど前に、セヴェキーァで処刑された。＜天人（セレエ）＞の1人で、表向きは医者。ザイェンの天人（セレエ）や魔術主（マスター）の一部では伝説の存在。セヴェキーァの首都・ヴェルカで医者としてマイの叔母の屋敷に出入りしていた。
処刑の際、ポーシアを置いていくつもりはなかったらしい。その霊は1人遺されたポーシアを見守っていたが、声は彼女に届くことなく、苦悩していた。しかし、師のアル・ザラーが引き起こした雪嵐に干渉し、閉ざされたザイクルーヴ城へポーシアとルーを導き、＜空の灰色＞の外套を纏った姿でサルークたち天人（セレエ）の前に現れ、事態の終息を図る。
リグ・ガイユ
ルギの弟。魔術師ではないがルギとポーシアの秘密を知っており、ルギを告発した。だが、すぐに自身も牢獄に捕らわれる。もともとは本を書く人物で、ポーシアにお土産として本を渡したことも。獄中で手記を記す。
アル・ザラー
ルギの師匠で魔術の祖。“薔薇の灰”の秘法を生み出した張本人。もともとは北方南部（ザイス・ワナーン）で親に売られた奴隷で、北方北部（ザザース）の肌色だったことから、同郷とみた商人がザイェンの南部にある修道院に掛け合い、連れてこられるはずだった（実際は逃亡し、単身でザイェンにたどり着いた）という天人（セレエ）。
アル・ザラーは自称であり、「アル」はザイェンの始祖王アルテナ・オールンから、「ザラー」は＜北の空族（ザイス・ラー）＞を指す。北方南部（ザイス・ワナーン）にいた頃はその肌色から「ザザー」（「北部人」の意）と呼ばれており、修道院でも「ザザー先生」と慕われていたという。
当初は神殿で幼年者の教師を務めており、その合間に空族（ラー）の秘録書を読み解いて“薔薇の灰”の秘法の基礎を作り上げたらしい。長く教師を務めていたため、現在神殿にいる修道士や天人（セレエ）たちの中には彼の教え子も多い。
実は、奴隷時代に死別した妻・シェイを生き返らせ、共に生を歩みなおすために“薔薇の灰”を作った。灰かぶり（ドルー）はクルス、クラリサ、クォルトの3人。隠れ里を作り、魔術師たちに“薔薇の灰”の秘法を教えていたが、魔術主狩りに遭い行方知れずに。
その後、自身の身の安全と引き換えに、「不死」と「永遠」を欲した王家の者を灰かぶり（ドルー）にして、ザイクルーヴ城の塔で暮らしていたが、“薔薇の灰”の秘法を完成させ、妻の棺を取り寄せた直後に死亡。不意の死は彼に最後の力を与え、ありえない規模の雪嵐をザイェンにもたらす。
サルーク
当初はザイェン南部の修道院に籍を置く天人（セレエ）に過ぎなかったが、天人（セレエ）達の中でも次代を担う中心人物と目されている。首都での式典の際に遠目でマイを見知っていたことにより、雪で閉ざされ使えなくなった王城の機能を移した王太后宮までマイとユサーザを送り届けることに。以降、修道院所属の天人（セレエ）の1人として首都で働いており、アーシアが仕組んだ、首都の灰かぶり（ドルー）狩りの際にポーシア・ルーと遭遇、ポーシアにマイ宛の言付けを頼まれるが、2人の中に灰かぶり（ドルー）と呼ばれ、追われる者の悲哀と孤独を見る。
その後は出世したらしく、マイが息を引き取る頃には大神官長の外套を纏う。
セロ
アーシアが連れている小男。鉛色の髪に薄青を帯びた灰色の瞳を持ち、特徴的な二刀流を使って戦う。
髪や瞳の特徴はほとんど見られないが天人（セレエ）で、アーシアの護衛を務めていた。終盤でアーシアの提案を受け、密かに灰かぶり（ドルー）となる。

## 用語・地名
神の天秤（かみのてんびん）
世界の名前。天変地異の際には、「＜神の天秤＞が傾いた」という言い回しをする。北に雪が降り続くと南が旱魃になるなど、四方の一方に何かが偏ると世界の理が崩れ、崩壊の危機を迎える。
東を「ラテル」、西を「シェタ」、南を「ワナン」、北を「ザーイ」と言い、中心から見て東方地域は「ラテリス」、西方地域は「シェス」、南方地域は「ワナーン」、北方地域は「ザイス」と呼ばれる。なお、中央や天は「セラ」と呼ばれる。四方と中央それぞれにシンボルカラーがあり、東は黒、西は緑、南は赤、北は白、中央は青。
各地域は四方位を組み合わせて表し、北方東部は「ザイス・ラテリス」、北方南部は「ザイス・ワナーン」、北方西部は「ザイシェス」と呼ばれ、通常、北方北部は「ザイス・ザイス」、北方中央は「ザイス・セラス」と呼ぶが、縮めてそれぞれ「ザザース」、「ゼセラス」と呼ぶ者もいる。北方では旗印に出身地のシンボルカラーを用いることが好まれる。
挨拶などで使う決まり文句「＜神の天秤＞の平らかならんことを」には、「われらの○○（地域名）が平らかならんことを」という決まり文句で返す。
身分を表すのに外套を用いており、青は学生、黒は巡礼者、灰は仕える者のある「村」の者、緑は町に住む者とされる。修道士は学生のものよりやや濃い青の外套を纏い、医師であればそこに縫い取りを施す。赤は貴族、紫は聖職者で、共に濃く深い色ほど位が高いとされる。また、＜空の灰色＞と呼ばれる色を纏うのは魔術主（マスター）の証でもあり、現在、魔術主（マスター）は忌むべき者であるため、敢えて纏う者はいない。外套が示す身分によって町での待遇が異なり、通行税が軽いため旅装として好まれる学生や巡礼者は街の法で守られることが少ない。なお、修道院所属の学生であれば、ボタンに修めている学問のレリーフがあるため見分けがつく。
北方では冬支度としてこの外套に裏打ちを施す。また、よほど寒い時は体温を奪われないよう屋内でも外套を纏うことが許される。
眼（め）
天人（セレエ）の一族が残したもので、四方の聖地に安置され、世界を支えているという。しかし、現在はその番人ともども神殿から姿を消している。そのため、神殿における決め事も破られているらしい。
ザイェンにある北の眼は「鏡」を司り、その番人には同じ姿で同じことを口にするよう定められた双子の兄弟あるいは姉妹が当てられていたが、ある事件が原因でその理は崩れてしまったという。
天人（セレエ）
雲の城に住み、天候を操っていた空族（ラー）の血を引き、自然現象を操る不思議な力を持つとされる者。人々の間に突如として生まれ、皆が銀髪と青い瞳をもつ。ザイェンの王家・オールン家は天人（セレエ）の血を引いているとされ、聖地の番人も輩出したことがある。また、ザイェンでは他の北方部生まれを合わせた人数よりも多く天人（セレエ）が生まれ、そのほとんどが自然と神殿へ入るためひとつの神殿に1人は天人（セレエ）がおり、彼らは親しみを込めて＜北の空族（ザイス・ラー）＞、ザラーとも呼ばれていたが、アル・ザラーの登場以後、この言葉は忌まれている。なお、ザラー達は、空族（ラー）から奇跡の数々を記した秘録書や品物を伝えられているらしい。
空族（ラー）
天人（セレエ）の祖先とされる種族。雲の城に住み、風に乗って移動していた精霊のようなものと言われる。彼らの文字を読めるのは、アル・ザラーに教えを請うた魔術師か、魔術主（マスター）から教わった灰かぶり（ドルー）だけである。
薔薇の灰（ばらのはい）
魔術師アル・ザラーが生み出した物。死者を蘇生させる秘法に使う秘薬で、この魔術で蘇った死者は＜灰かぶり（ドルー）＞と呼ばれる。生者が飲むと不死になれるという噂があり、高位の魔術師が作ったものほど力が強いとも言われる。後にこの噂はデマであることが発覚した。
完成形の“薔薇の灰”は灰かぶり（ドルー）となった者を後述の理から解き放ち、魔術主とは別に死ぬことができる、生者と全く同じ身体にする。
灰かぶり（ドルー）
“薔薇の灰”の秘法によって蘇った死者。通常、生前の記憶を持ったまま蘇る。体温は低く、怪我をしても血が出ることはなく、痛みも感じなければ飢えることもない。また、涙を流すことができない。その左胸に空族の文字で綴られた魔術主（マスター）の焼印がある。「灰かぶり（ドルー）が死ぬ時はその魔術主（マスター）が死ぬ時」という理があり、死した際は身体が灰と化す。
蘇りによって怪力を得、人を食らうなどの噂も出回っており、怪物（ドルー）とも呼ばれて忌まれるが、アーシアの造ったもののような例を除けば、普通は外見も内面も一般の人と変わらない。体が成長・老化せず、魔術主が生きている間は死なないだけである。
オールン家のしきたり
北方の聖地であるザイェンの王家は空族（ラー）が実在した頃まで系図を遡ることができるといわれ、始祖王の母とされる「北の眼の番人」だった双子の姉妹が、使命を忘れて1人の男を取り合った（「『鏡』がずれた」）ことが原因で、「鏡」たる北の眼が失われたという伝承が残っている。系図上は姉妹のどちらが始祖王の母となったか不明だが、彼女の名は「ナーディル」であるとされる。
そのため双子が生まれた時は、女子の双子ならその伝承に倣い「アーディル」と「ナーディル」、男子の双子なら歴代の番人に倣い「フィゼル」と「ファーダ」と、対になる名前を与え、姉妹であった場合は「『鏡』がずれる」のを防ぐためアーディルを『鏡』として赤子のうちに殺してしまうというしきたりができた（男女の双子や三つ子などは例外）。なお、この伝承としきたりはオールン家に生まれたか、オールン家に嫁いだ女性にしか知らされない口伝である。
つまり、系図に記された歴代の「ナーディル」は、その裏側に命を摘まれた『鏡』がいるという証でもあったのだが、「ナーディル」であった灰かぶり（ドルー）のポーシアと、摘まれたはずが生き延びて魔術主（マスター）となったアーディルの事件がアーディルの死で終わった後、ポーシアはナーディルの『鏡』の存在を伏せ、その宿命を絶つ事を選ぶ。

## 書誌情報
1. 薔薇の灰に祈りを（2005年11月10日、ISBN 4-08-600665-0）
2. 薔薇の灰に恋がれ（2006年2月10日、ISBN 4-08-600720-7）
3. 薔薇の灰は闇に（2006年6月10日、ISBN 4-08-600774-6）
4. 薔薇の灰は雪に（2006年8月10日、ISBN 4-08-600805-X）